# Phyllanthus fotii
Phyllanthus fotii är en emblikaväxtart som beskrevs av Jean F.Brunel. Phyllanthus fotii ingår i släktet Phyllanthus och familjen emblikaväxter.
Artens utbredningsområde är Kamerun. Inga underarter finns listade i Catalogue of Life.